# Lijst van voetbalinterlands Frankrijk - Israël
Deze lijst van voetbalinterlands is een overzicht van alle officiële voetbalwedstrijden tussen de nationale teams van Frankrijk en Israël. De landen speelden tot op heden elf keer tegen elkaar. De eerste ontmoeting, een vriendschappelijke wedstrijd, werd gespeeld op 27 januari 1988 in Tel Aviv. Het laatste duel, een groepswedstrijd tijdens de UEFA Nations League 2024/25, vond plaats op 14 november 2024 in Saint-Denis.

## Wedstrijden
| №  | Plaats      | Datum            | Competitie                  | Wedstrijd          | Uitslag |
| -- | ----------- | ---------------- | --------------------------- | ------------------ | ------- |
| 1  | Tel Aviv    | 27 januari 1988  | Vriendschappelijk           | Israël – Frankrijk | 1 – 1   |
| 2  | Tel Aviv    | 17 februari 1993 | WK 1994 kwalificatie        | Israël – Frankrijk | 0 – 4   |
| 3  | Parijs      | 13 oktober 1993  | WK 1994 kwalificatie        | Frankrijk – Israël | 2 – 3   |
| 4  | Tel Aviv    | 29 maart 1995    | EK 1996 kwalificatie        | Israël – Frankrijk | 0 – 0   |
| 5  | Caen        | 15 november 1995 | EK 1996 kwalificatie        | Frankrijk – Israël | 2 – 0   |
| 6  | Palermo     | 2 april 2003     | EK 2004 kwalificatie        | Israël – Frankrijk | 1 – 2   |
| 7  | Saint-Denis | 11 oktober 2003  | EK 2004 kwalificatie        | Frankrijk – Israël | 3 – 0   |
| 8  | Saint-Denis | 4 september 2004 | WK 2006 kwalificatie        | Frankrijk – Israël | 0 – 0   |
| 9  | Tel Aviv    | 30 maart 2005    | WK 2006 kwalificatie        | Israël – Frankrijk | 1 – 1   |
| 10 | Boedapest   | 10 oktober 2024  | UEFA Nations League 2024/25 | Israël – Frankrijk | 1 – 4   |
| 11 | Saint-Denis | 14 november 2024 | UEFA Nations League 2024/25 | Frankrijk − Israël | 0 − 0   |

## Samenvatting
| Competitie          | Totaal gespeeld | Winst Frankrijk | Gelijk | Winst Israël | Doelsaldo Frankrijk – Israël |
| ------------------- | --------------- | --------------- | ------ | ------------ | ---------------------------- |
| WK-kwalificatie     | 4               | 1               | 2      | 1            | 7 − 4                        |
| EK-kwalificatie     | 4               | 3               | 1      | 0            | 7 − 1                        |
| UEFA Nations League | 2               | 1               | 1      | 0            | 4 − 1                        |
| Vriendschappelijk   | 1               | 0               | 1      | 0            | 1 − 1                        |
| Totaal              | 11              | 5               | 5      | 1            | 19 − 7                       |

## Details

### Derde ontmoeting
| WK 1994 kwalificatie (Parijs, Frankrijk, 13 oktober 1993): |       |                                                       |
| Frankrijk                                                  | 2 – 3 | Israël                                                |
| Frank Sauzée 29' David Ginola 39'                          | goals | 21' Ronen Harazi 83' Eyal Berkovich 90+2' Reuven Atar |

### Zesde ontmoeting
| EK 2004 kwalificatie (Palermo, Italië, 2 april 2003): |       |                                           |
| Israël                                                | 1 – 2 | Frankrijk                                 |
| Omri Afek 2'                                          | goals | 23' David Trezeguet 45+1' Zinédine Zidane |

### Zevende ontmoeting
| EK 2004 kwalificatie (Saint-Denis, Frankrijk, 11 oktober 2003):  |       |        |
| Frankrijk                                                        | 3 – 0 | Israël |
| Thierry Henry 9' David Trezeguet 25' Jean-Alain Boumsong 43'     | goals |        |
| - Debuut van Anthony Réveillère (Olympique Lyon) voor Frankrijk. |       |        |

### Achtste ontmoeting
| WK 2006 kwalificatie (Saint-Denis, Frankrijk, 4 september 2004): |       |        |
| Frankrijk                                                        | 0 – 0 | Israël |
|                                                                  | goals |        |

### Negende ontmoeting
| WK 2006 kwalificatie (Tel Aviv, Israël, 20 maart 2005): |       |                     |
| Israël                                                  | 1 – 1 | Frankrijk           |
| Walid Badir 83'                                         | goals | 50' David Trezeguet |

FFF · A-internationals · Selecties · Bondscoaches · Frans vrouwenelftal · Olympisch elftal · Frankrijk U21 · Frankrijk U20 · Frankrijk U19 · Frankrijk U18 · Frankrijk U17 · Frankrijk U16 · Vrouwen U17
1904 – 1919 ·
1920 – 1929 ·
1930 – 1939 ·
1940 – 1949 ·
1950 – 1959 ·
1960 – 1969 ·
1970 – 1979 ·
1980 – 1989 ·
1990 – 1999 ·
2000 – 2009 ·
2010 – 2019 ·
2020 – 2029
EK's: 1984 · 
1992 · 
1996 · 
2000 · 
2004 · 
2008 · 
2012 · 
2016 · 
2020 · 
2024
WK's: 1930 · 
1934 · 
1938 · 
1954 · 
1958 · 
1966 · 
1978 · 
1982 · 
1986 · 
1998 · 
2002 · 
2006 · 
2010 · 
2014 · 
2018 · 
2022
OS: 1900 · 
1908 · 
1920 · 
1924 · 
1948 · 
1952 · 
1960 · 
1968 · 
1976 · 
1984 · 
1996 · 
2020
1904 · 
1905 · 
1906 · 
1907 · 
1908 · 
1909 · 
1910 · 
1911 · 
1912 · 
1913 · 
1914 · 
1915 · 1916 · 1917 · 1918 · 
1919 · 
1920 · 
1921 · 
1922 · 
1923 · 
1924 · 
1925 · 
1926 · 
1927 · 
1928 · 
1929 · 
1930 · 
1931 · 
1932 · 
1933 · 
1934 · 
1935 · 
1936 · 
1937 · 
1938 · 
1939 · 
1940 · 1941  · 
1942 · 
1943 · 1944  · 
1945 · 
1946 · 
1947 · 
1948 · 
1949 · 
1950 · 
1951 · 
1952 · 
1953 · 
1954 · 
1955 · 
1956 · 
1957 · 
1958 · 
1959 ·
1960 · 
1961 · 
1962 · 
1963 · 
1964 · 
1965 · 
1966 · 
1967 · 
1968 · 
1969 ·
1970 · 
1971 · 
1972 · 
1973 · 
1974 · 
1975 · 
1976 · 
1977 · 
1978 · 
1979 ·
1980 · 
1981 · 
1982 · 
1983 · 
1984 · 
1985 · 
1986 · 
1987 · 
1988 · 
1989 · 
1990 · 
1991 · 
1992 · 
1993 · 
1994 · 
1995 · 
1996 · 
1997 · 
1998 · 
1999 · 
2000 · 
2001 · 
2002 · 
2003 · 
2004 · 
2005 · 
2006 · 
2007 · 
2008 · 
2009 · 
2010 · 
2011 · 
2012 · 
2013 · 
2014 · 
2015 · 
2016 · 
2017 · 
2018 ·
2019 ·
2020 ·
2021 ·
2022 ·
2023
Albanië ·
Algerije ·
Andorra ·
Argentinië ·
Armenië ·
Australië ·
Azerbeidzjan ·
België ·
Bolivia ·
Bosnië en Herzegovina ·
Brazilië ·
Bulgarije ·
Canada ·
Chili ·
China ·
Colombia ·
Costa Rica ·
Cyprus ·
Denemarken ·
Duitse Democratische Republiek ·
Duitsland ·
Ecuador ·
Egypte ·
Engeland ·
Estland ·
Faeröer ·
Finland ·
Georgië ·
Gibraltar ·
Griekenland ·
Honduras ·
Hongarije ·
Ierland ·
IJsland ·
Iran ·
Israël ·
Italië ·
Ivoorkust ·
Jamaica ·
Japan ·
Joegoslavië ·
Kameroen ·
Kazachstan ·
Koeweit ·
Kroatië ·
Letland ·
Litouwen ·
Luxemburg ·
Malta ·
Marokko ·
Mexico ·
Moldavië ·
Nederland ·
Nieuw-Zeeland ·
Nigeria ·
Noord-Ierland ·
Noorwegen ·
Oekraïne ·
Oostenrijk ·
Paraguay ·
Peru · 
Polen ·
Portugal ·
Roemenië ·
Rusland ·
Saoedi-Arabië ·
Schotland ·
Senegal ·
Servië ·
Slovenië ·
Slowakije ·
Sovjet-Unie ·
Spanje ·
Togo ·
Tsjechië ·
Tsjecho-Slowakije ·
Tunesië ·
Turkije ·
Uruguay ·
Verenigde Staten ·
Wales ·
Wit-Rusland ·
Zuid-Afrika ·
Zuid-Korea ·
Zweden ·
Zwitserland
Albanië (2016) ·
Argentinië (2018) ·
Argentinië (2022) ·
Australië (2018) · 
België (1904) · 
België (2018) · 
Brazilië (1998) · 
Brazilië (2006) · 
Denemarken (2002) · 
Denemarken (2018) ·
Duitsland (2014) · 
Duitsland (2021) · 
Ecuador (2014) · 
Engeland (1982) · 
Engeland (2012) · 
Engeland (2022) ·
Honduras (2014) · 
Hongarije (2021) · 
Italië (2000) · 
Italië (2006) · 
Italië (2008) · 
Japan (2001) · 
Kameroen (2003) · 
Koeweit (1982) · 
Kroatië (2018) · 
Marokko (2022) ·
Mexico (2010) · 
Nederland (2008) · 
Nigeria (2014) ·
Noord-Ierland (1982) · 
Oekraïne (2012) · 
Oostenrijk (1982) · 
Peru (2018) · 
Polen (1982) · 
Polen (2022) ·
Portugal (2006) · 
Portugal (2016) ·
Portugal (2021) ·
Roemenië (2008) ·
Roemenië (2016) ·
Senegal (2002) · 
Spanje (1984) ·
Spanje (2006) ·
Spanje (2012) ·
Spanje (2021) ·
Togo (2006) ·
Tsjecho-Slowakije (1982) ·
Uruguay (2002) ·
Uruguay (2010) ·
Uruguay (2018) ·
Zuid-Afrika (2010) ·
Zuid-Korea (2006) ·
Zweden (2012) ·
Zwitserland (2006) ·
Zwitserland (2014) ·
Zwitserland (2016) ·
Zwitserland (2021)
IFA · A-internationals · Kwalificatiewedstrijden · Bondscoaches · Statistieken · Israëlisch vrouwenelftal · Olympisch elftal · Israël U21 · Israël U20 · Israël U19 · Israël U18 · Israël U17 · Israël U16
1934 – 1939 · 
1940 – 1949 · 
1950 – 1959 · 
1960 – 1969 · 
1970 – 1979 · 
1980 – 1989 · 
1990 – 1999 · 
2000 – 2009 · 
2010 – 2019 ·
2020 − 2029
WK 1970
1934 · 
1935–1937 · 
1938 · 
1939 · 
1948 · 
1941–1947 · 
1948 · 
1949 · 
1950 · 
1951–1952 · 
1953 · 
1954 · 
1955 · 
1956 · 
1957 · 
1958 · 
1959 · 
1960 · 
1961 · 
1962 · 
1963 · 
1964 · 
1965 · 
1966 · 
1967 · 
1968 · 
1969 · 
1970 · 
1971 · 
1972 · 
1973 · 
1974 · 
1975 · 
1976 · 
1977 · 
1978 · 
1979 · 
1980 · 
1981 · 
1982 · 
1983 · 
1984 · 
1985 · 
1986 · 
1987 · 
1988 · 
1989 · 
1990 · 
1991 · 
1992 · 
1993 · 
1994 · 
1995 · 
1996 · 
1997 · 
1998 · 
1999 · 
2000 · 
2001 · 
2002 · 
2003 · 
2004 · 
2005 · 
2006 · 
2007 · 
2008 · 
2009 · 
2010 · 
2011 · 
2012 · 
2013 · 
2014 · 
2015 ·
2016 ·
2017 ·
2018 ·
2019 ·
2020 ·
2021 ·
2022 ·
2023
Albanië · 
Andorra ·
Argentinië ·
Armenië ·
Australië ·
Azerbeidzjan ·
België ·
Bosnië en Herzegovina ·
Brazilië ·
Bulgarije ·
Chili ·
Colombia ·
Cyprus ·
Denemarken ·
Duitsland ·
Engeland ·
Estland ·
Ethiopië ·
Faeröer ·
Filipijnen ·
Finland ·
Frankrijk ·
Georgië ·
GOS ·
Griekenland ·
Guatemala ·
Honduras ·
Hongarije ·
Hongkong ·
Ierland ·
IJsland ·
India ·
Iran ·
Italië ·
Ivoorkust ·
Japan ·
Joegoslavië ·
Kosovo ·
Kroatië ·
Letland ·
Liechtenstein ·
Litouwen ·
Luxemburg ·
Maleisië ·
Malta ·
Mexico ·
Moldavië ·
Montenegro ·
Myanmar ·
Nederland ·
Nieuw-Zeeland ·
Noord-Ierland ·
Noord-Macedonië ·
Noorwegen ·
Oekraïne ·
Oezbekistan ·
Oostenrijk ·
Pakistan ·
Polen ·
Portugal ·
Roemenië ·
Rusland ·
San Marino ·
Schotland ·
Servië ·
Singapore ·
Slovenië ·
Slowakije ·
Sovjet-Unie ·
Spanje ·
Taiwan ·
Thailand ·
Tsjechië ·
Turkije ·
Uruguay ·
Verenigde Staten ·
Wales ·
Wit-Rusland ·
Zambia ·
Zuid-Afrika ·
Zuid-Korea ·
Zuid-Vietnam ·
Zweden ·
Zwitserland